# Nestor José do Nascimento
Nestor José do Nascimento  é um ex-juiz de direito ordinário brasileiro, tornado conhecido por integrar uma quadrilha formada para o desvio e fraude no Instituto Nacional do Seguro Social (INSS). Foi condenado em 1992.

## Esquema milionário de fraudes
Nestor Nascimento era juiz da 3ª Vara Cível de São João de Meriti, no Rio de Janeiro, quando, contando com a participação de diversos advogados, como Jorgina de Freitas e Ilson Escóssia da Veiga, procuradores da autarquia e autoridades, desviou vultosa quantia do erário, dos quais quatro milhões de dólares foram localizados em banco da Suíça e repatriados.
Pelo crime de desvio, o ex-juiz foi condenado a 15 anos de reclusão em regime fechado, em 1992. Em 1994 foi condenado a mais quatro anos, pelo crime de facilitação a terceiro na posse de cocaína.
Sua prisão teve lugar graças às investigações feitas contra a advogada Jorgina de Freitas Fernandes, também beneficiária da quadrilha.